# Bousseraucourt
 Bousseraucourt  es una población y comuna francesa, situada en la región de Franco Condado, departamento de Alto Saona, en el distrito de Vesoul y cantón de Jussey.

## Demografía
| 144 | 125 | 87 | 78 | 69 | 59 | 52 |
| Para los censos de 1962 a 1999 la población legal corresponde a la población sin duplicidades (Fuente: INSEE [Consultar]) |     |    |    |    |    |    |